# Kate Walsh

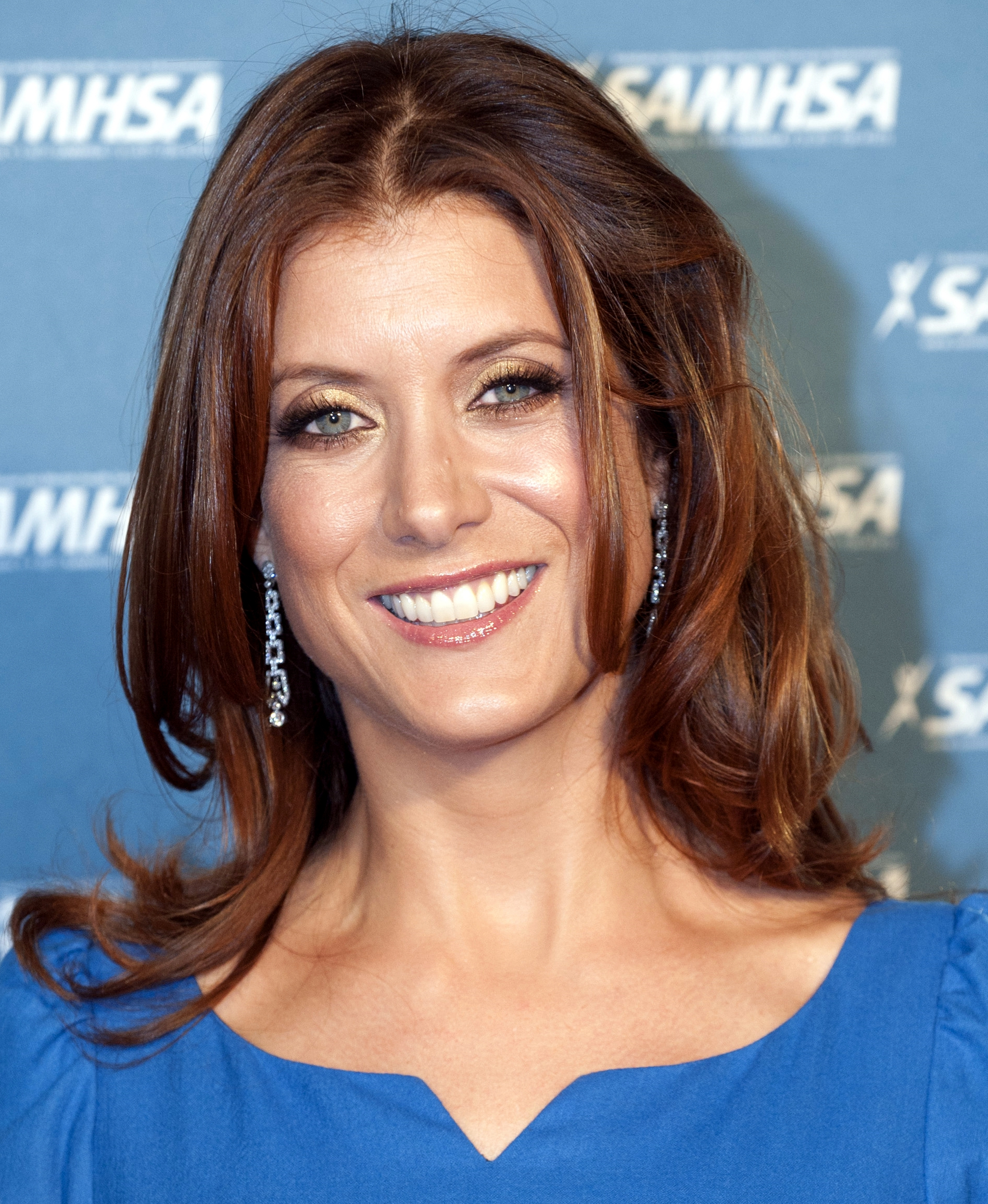
Kate Walsh (2011)

Kathleen Erin Walsh (San José, Califòrnia, Estats Units, 13 d'octubre de 1967) és una actriu i model estatunidenca de cinema i televisió, coneguda sobretot pel seu paper a sèries de drama com Grey's Anatomy i Private Practice en el paper de la doctora Addison Montgomery, pel qual fou premiada amb el Premi del Sindicat d'Actors el 2007.

## Biografia
Va néixer a San José (Califòrnia) i va créixer a Tucson (Arizona). De pare irlandès i mare italoamericana, va estudiar a la Universitat d'Arizona, on ja tingué contacte amb el teatre regional.

## Carrera
En els seus primers anys fou model al Japó durant la dècada dels 80. Més endavant es traslladà a Chicago i començà a treballar a la companyia de teatre Piven Theatre Workshop. Actuà en la producció de ràdio de la National Public Radio, Born Guilty. Després visqué a Nova York i s'uní al grup teatral Burn Manhattan el 27 de juny de 1987, actuant en diverses obres, com Off-Broadway.
Després d'interpretar el paper de la Cathy Buxton durant un capítol de la sèrie Homicidi: Vida al carrer, la seva primera aparició important en televisió fou el 1997 quan aparegué a la sèrie The Drew Carey show com la Nicki, una xicota d'en Carey (protagonista de la sèrie). La Nicki fou un personatge recurrent en la sèrie, que aparegué en diversos episodis. Després d'aquest paper interpretà el de la Carol Nelson a la sèrie d'HBO The mind of the married man (La ment de l'home casat) i també interpretà l'interès sexual de la Norm MacDonald a la sèrie de comèdia de situació The Norm Show. Feu també algunes aparicions a C.S.I: Las Vegas i a Karen Sisco abans de convertir-se en un personatge d'èxit a Grey's Anatomy.
El 2005 l'ABC la contractà per a la sèrie Grey's Anatomy com la doctora Addison Montgomery, la infidel dona del doctor Derek Shepherd (Patrick Dempsey). El paper de l'Addison estava pensat com una curta aparició a la sèrie (cinc capítols), però la bona acollida del triangle amorós Derek-Meredith-Addison, especialment per la inclusió de l'Addison, feu que la seva creadora, Shonda Rhimes, incorporés el paper de l'Addison com un personatge fix en la sèrie.
El febrer de 2007 es comunicà que el personatge que interpretava Kate Walsh a la sèrie seria traslladat a un spin off, Private Practice, que començà al setembre del mateix any.
El 2017 va fer el paper d'Olivia Baker a la sèrie 13 reasons why.
El seu debut al cinema fou amb el drama The Normal Life, interpretant la germana d'un lladre de bancs interpretat per Luke Perry. Protagonitzà després la pel·lícula Peppermills. Walsh també aparegué a la pel·lícula Henry: Portrait of a Serial Killer, Part 2, i a diverses pel·lícules amb Will Ferrell: Bewitched, Anchorman, Wake Up, Ron Burgundy: The Lost Movie.
Feu una petita aparició a la pel·lícula Home de afmília amb Nicholas Cage i Tea Leoni, i també a la pel·lícula After the Sunset amb Pierce Brosnan i Salma Hayek.
El 2003 aparegué a Under the Tuscan Sun amb Diane Lane i Sandra Oh. Interpretà el paper de la xicota del personatge de Patrick Dempsey i aparegué a la pel·lícula Legion.

## Filmografia

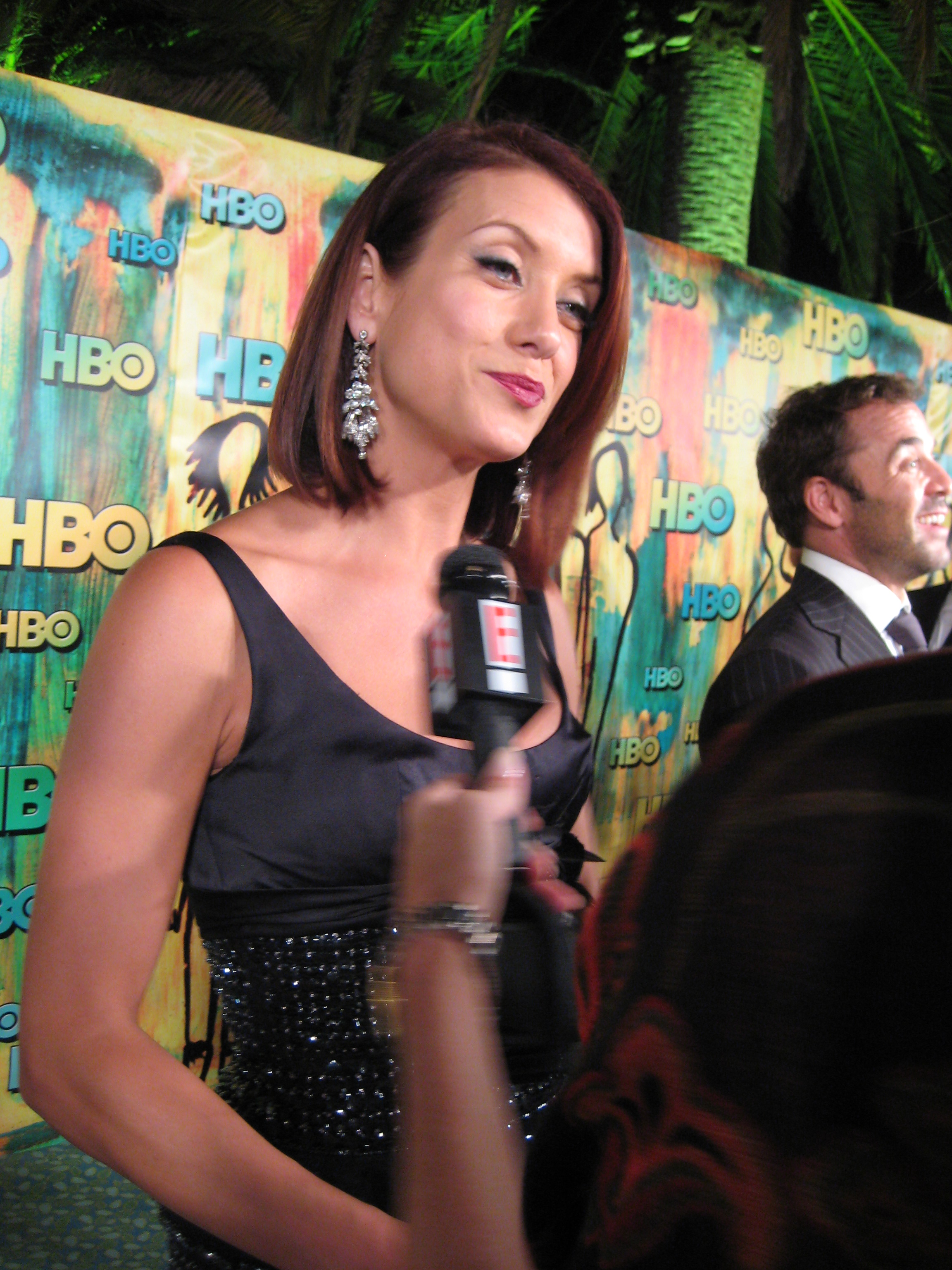
Walsh a la festa HBO Post-Emmys Setembre 2008

### Cinema
| Any  | Títol                                       | Paper                     | Notes         |
| ---- | ------------------------------------------- | ------------------------- | ------------- |
| 1996 | Vida normal (Normal Life)                   | Cindy Anderson            |               |
| 1997 | Peppermills                                 | Lena                      |               |
| 1997 | Night of the Lawyers                        | Pressie Brooks (ciclista) |               |
| 1998 | Henry: Portrait of a Serial Killer, Part II | Cricket                   |               |
| 1998 | Three Below Zero                            | Moirat                    |               |
| 1998 | Heaven                                      | Diner                     |               |
| 2000 | The Family Man                              | Jeannie                   |               |
| 2002 | Anatomy of a Breakup                        | Lorra                     |               |
| 2002 | A Day in the Life of Nancy M. Pimental      | Kate                      | Directe a DVD |
| 2003 | Under the Tuscan Sun                        | Grace                     |               |
| 2004 | After the Sunset                            | Shelia                    |               |
| 2004 | Wake Up, Ron Burgundy: The Lost Movie       | Sue                       | Directe a DVD |
| 2005 | Kicking & Screaming                         | Barbara Weston            |               |
| 2005 | Inside Out                                  | Tyne                      |               |
| 2005 | Bewitched                                   | Cambrera sexy             |               |
| 2009 | One Way to Valhalla                         | Raina                     |               |
| 2010 | Legion                                      | Sandra Anderson           |               |
| 2011 | Angels Crest                                | Roxanne                   |               |
| 2012 | The Perks of Being a Wallflower             | Mrs. Kelmeckis            |               |
| 2013 | Scary Movie 5                               | Mal Colb                  |               |
| 2015 | Dermaphoria                                 | Morell                    |               |
| 2015 | Just Before I Go                            | Kathleen Morgan           |               |

### Televisió
| Any       | Títol                                 | Paper                  | Notes |
| --------- | ------------------------------------- | ---------------------- | --- |
| 1996      | Homicide: Life on the Street          | Cathy Buxton           | 1 episodi |
| 1996      | Swift Justice                         | Paula "Paulie" Goddard | 1 episodi |
| 1997      | Law & Order                           | Tinent Kirstin Blair   | 1 episodi |
| 1997–2001 | The Drew Carey Show                   | Nicki Fifer            | 21 episodis |
| 1998      | Cupid                                 | Heidi                  | 1 episodi |
| 1999      | Turks                                 | Terry                  | |
| 1999      | The Mike O'Malley Show                | Marcia                 | |
| 2000      | Cursed                                | Stace                  | 1 episodi |
| 2000–2001 | The Norm Show                         | Jenny                  | 5 episodis |
| 2001      | The Fugitive                          | Agent Eve Hilliard     | 3 episodis |
| 2001      | The Mind of the Married Man           | Carol Nelson           | 3 episodis |
| 2003–2004 | Karen Sisco                           | Marley Novak           | 2 episodis |
| 2004      | Joint Custody                         | Florence               | |
| 2004      | The Men's Room                        | Karen                  | 3 episodis |
| 2004      | CSI: Crime Scene Investigation        | Mimosa                 | 1 episodi |
| 2004      | Complete Savages                      | Maggie                 | 1 episodi |
| 2005      | Bobby Cannon                          | London                 | Television film                                                                                                |
| 2005      | Eyes                                  | Kendall Judd           | 1 episodi |
| 2005–2012 | Grey's Anatomy                        | Dr. Addison Montgomery | Convidada (temporada 1) Personatge principal (temporades 2–3) Convidada especial (temporades 4–8): 59 episodis |
| 2007–2013 | Private Practice                      | Dr. Addison Montgomery | Protagonista (temporades 1–6): 111 episodis                                                                    |
| 2008      | Upright Citizens Brigade: Asssscat    | Monologuista convidada | Telefilm |
| 2009      | King of the Hill                      | Kat Savage             | 1 episodi |
| 2011      | Comedy Central Roast of Charlie Sheen | Roaster                | 1 episodi |
| 2013      | Full Circle                           | Trisha                 | Protagonista                                                                                                   |
| 2014      | Fargo                                 | Gina Hess              | 4 episodis |
| 2014–2015 | Bad Judge                             | Rebecca Wright         | Personatge principal: 13 episodis                                                                              |
| 2015      | Undateable                            | Clienta                | 1 episodi |
| 2019      | 3022                                  | Jackie Miller          | Personatge principal                                                                                           |